# DCE/RPC
DCE/RPC, скорочення від англ. Distributed Computing Environment / Remote Procedure Calls (Розподілене обчислювальне середовище / Віддалений виклик процедур) — система віддаленого виклику процедур, розроблена для Distributed Computing Environment (DCE). Ця система дозволяє програмістам писати розподілене ПЗ так, ніби все працює на одному комп’ютері, без потреби хвилюватись за код, який відповідає за роботу з мережею.

## Історія
DCE/RPC було описано Open Software Foundation в "Request for Technology". Одною з ключових компаній, що внесли вклад, була Apollo Computer, яка привнесла "Network Computing Architecture", що стала Network Computing System (NCS), а потім великою частиною самого DCE/RPC.

## Альтернативні версії та реалізації
- FreeDCE — реалізація DCE 1.1 перенесена на Linux, підтримує 64-бітні платформи та використовує autoconf для спрощення портування на інші платформи. Порт на Win32 розробляється.
- Entegrity Solutions ліцензували в OSF увесь код DCE 1.2.2 і перенесли його на Win32, створивши продукт, названий PC/DCE[1].
- Версія DCE/RPC від Microsoft, що називається MSRPC, вбудована у Windows NT. MSRPC запозичена з реалізації DCE 1.1.
- Samba містить реалізацію MSRPC, яка повинна бути мережево-сумісною та IDL-сумісна з MSRPC. Вона не є бінарно-сумісною з MSRPC.
- Wine містить реалізацію MSRPC, що має намір бути бінарно та IDL-сумісною з MSRPC, але не є мережево-сумісною з MSRPC.
- J-Interop[2] — робоча реалізація MSRPC на Java.
- Jarapac[3] — DCE/RPC на Java.

## Книги
- Luke Kenneth Casson Leighton (1999). DCE/RPC over SMB: Samba and Windows NT Domain Internals. Sams. ISBN 1-57870-150-3.